# Hang on (Heart)
Hang on is de debuutsingle uit 1973 van Heart, een Nederlandse band met zangeres Patricia Paay. Zij en enkele andere leden maakten hiervoor ook al deel uit van Himalaya, die slechts een single uitbracht (Put your hand in the hand).
Paay schreef het nummer met bandlid Mac Sell. Op de B-kant van de single staat eveneens een eigen nummer, Sister, dat ze met Okkie Huijsdens schreef. De single kwam in meerdere landen uit, waaronder in Frankrijk en Japan. Het werk werd geproduceerd door Tim Griek.
De single stond drie weken in de Tipparade maar bereikte de hoofdlijsten niet. Voor de platenmaatschappij EMI/Bovema was het wegblijven van succes bij deze single reden om de band hierna meer onder de aandacht te brengen.